# 赫格德布羅特峰
61°27′10″N 8°40′10″E / 61.45278°N 8.66944°E

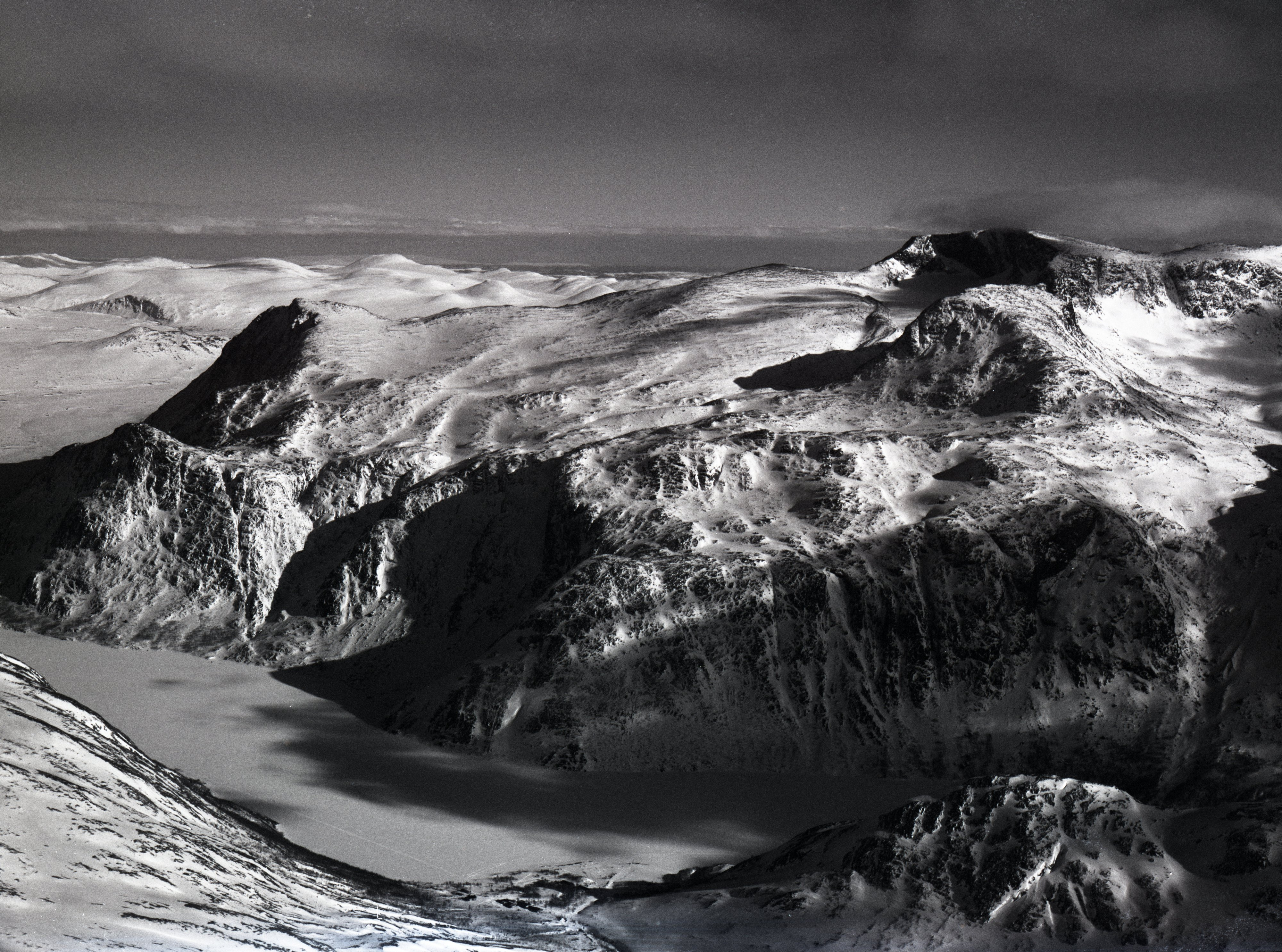

赫格德布羅特峰是挪威的山峰，位於該國東南部內陸郡，處於沃戈，距離首都奧斯陸200公里，屬於尤通黑門山脈的一部分，海拔高度2,136米。